# Zuzka Zguriška
Zuzka Zguriška, właściwie Ľudmila Dvořáková z domu Šimonovičová (ur. 13 kwietnia 1900 w Myjavie, zm. 24 września 1984 w Pradze) – słowacka poetka, pisarka, dramaturg, scenarzystka, tłumaczka i aktorka.

## Życiorys
Zuzka Zguriška urodziła się w rodzinie nauczycieli i kształciła się w Myjavie i Modrym, potem rok w rok w Himmelkronie w Bawarii. Kolejno uczęszczała do kolegium nauczycielskiego w węgierskim Hódmezővásárhely i w serbskiej Suboticy. W 1920 roku ukończyła nauczanie pedagogiczne w Brnie. W latach 1920–1924 pracowała jako nauczycielka w Myjavie, gdzie wyszła za mąż i wraz z mężem przeprowadziła się do Bratysławy, gdzie mieszkała do 1945 roku. W czasie II wojny światowej ukończyła studia na wydziale filozoficznym na Uniwersytecie Komeńskiego. W latach 1949–1951 pracował w Studiu Filmowym Barrandov jako scenarzysta filmowy. Ostatnie lata życia poświęciła na pisanie. W 1960 roku otrzymała tytuł zasłużonego artysty.
Pierwszą twórczość opublikowała w 1922 roku w Slovenskom denníku. Współpracowała z czasopismami: Robotnícke noviny, Živena, Elán, Slovenské pohľady a także z Československým rozhlasom, które regularnie publikowało jej prace. Odniosła duży sukces jako aktorka, występowała w Słowackim Teatrze Narodowym, ale ze względów zdrowotnych odmówiła angażu.

## Wybrane dzieła

### Proza
- 1929 – Obrázky z kopaníc
- 1932 – Dvanásť do tucta
- 1932 – Pangart
- 1935 – Ženich s mašinou
- 1938 – Bičianka z doliny
- 1943 – Svadba
- 1947 – Hostina
- 1949 – Metropola pod slamou
- 1953 – Mestečko na predaj
- 1957 – Podobizne
- 1959 – Zbojnícke chodníčky
- 1967 – Manželstvo na úver
- 1972 – Strminou liet

### Dramaty
- 1967 – Mor na farme

### Książki dla dzieci i młodzieży
- 1922 – Pri muzike
- 1962 – Husitská nevesta
- 1982 – Kráľova zajatkyňa

### Tłumaczenia
- 1955 – Jaroslav Hašek: Osudy dobrého vojaka Švejka